# Винструп, Педер Педерсен
Пе́дер Пе́дерсен Ви́нструп (30 апреля 1605 г.р., город Копенгаген — 28 декабря 1679 г.с., город Лунд) — шведско-датский епископ и богослов, служивший в 1638—1679 годах в Лунде при двух королях Дании (дат. Kongeriget Danmark) и двух королях Швеции. В 1658 году посвящён в рыцари в Швеции и впоследствии приписан к приходу Флакарп в Верпинге, проживая в усадьбе Троллебергов.

## Биография
Датчанин по происхождению. Сын епископа Педера Йенсена Винструпа (дат. Peder Jensen Vinstrup), служившего в зеландской епархии датской народной церкви (дат. Sjællands Stift) в Копенгагене и преподававшего уроки богословия в местном университете. В 1623 году стал студентом. В 1625 году отправляется изучать теологию в Росток, Виттенберг и Лейпциг. С 1630 года едет в Йену, где проживал вместе с богословом Иоганном Герхардом. Покинул Йену в 1632 году, опубликовав антологию эпиграмм. По просьбе родителей вернулся домой. После получения степени магистра в Копенгагенском университете, стал преподавателем. С 1633 года — профессор философии и физики. С 1635 года — придворный капеллан короля Кристиана IV. С 1636 года — доктор богословия. В возрасте 33 лет (1638 год) становится первым евангельским епископом в Лунде (Дания). Находясь между шведским королем Карлом X Густавом и датским королем Фридрихом III славился искусным дипломатом. В 1658 году — после Роскиллеского мира, — Скания и Лунд стали шведскими. Винструп поддержал присоединение провинций к Шведской империи и был посвящён в рыцари. В 1666 году по его инициативе был основан Лундский университет, открытый в 1668 году. Однако лояльность к Винструпу в Швеции оставалась сомнительной и особенно после того как в 1676 году Скания была вновь занята датчанами, продолжавшиясь до кровавой битвы при Лунде. Ярым противником Винструпа был немецкий богослов Бернхард Эльрайх (нем. Bernhard Oelreich), которого новый шведский король Карл XI назначил вице-канцлером университета вместо Педер Педерсена Винструпа. Винструп был обвинен Эльрайхом в государственной измене, однако был назначен про-канцлером после бегства Эльрайха из Швеции в 1671 году и оставался на своем посту до самой смерти.

## Захоронение

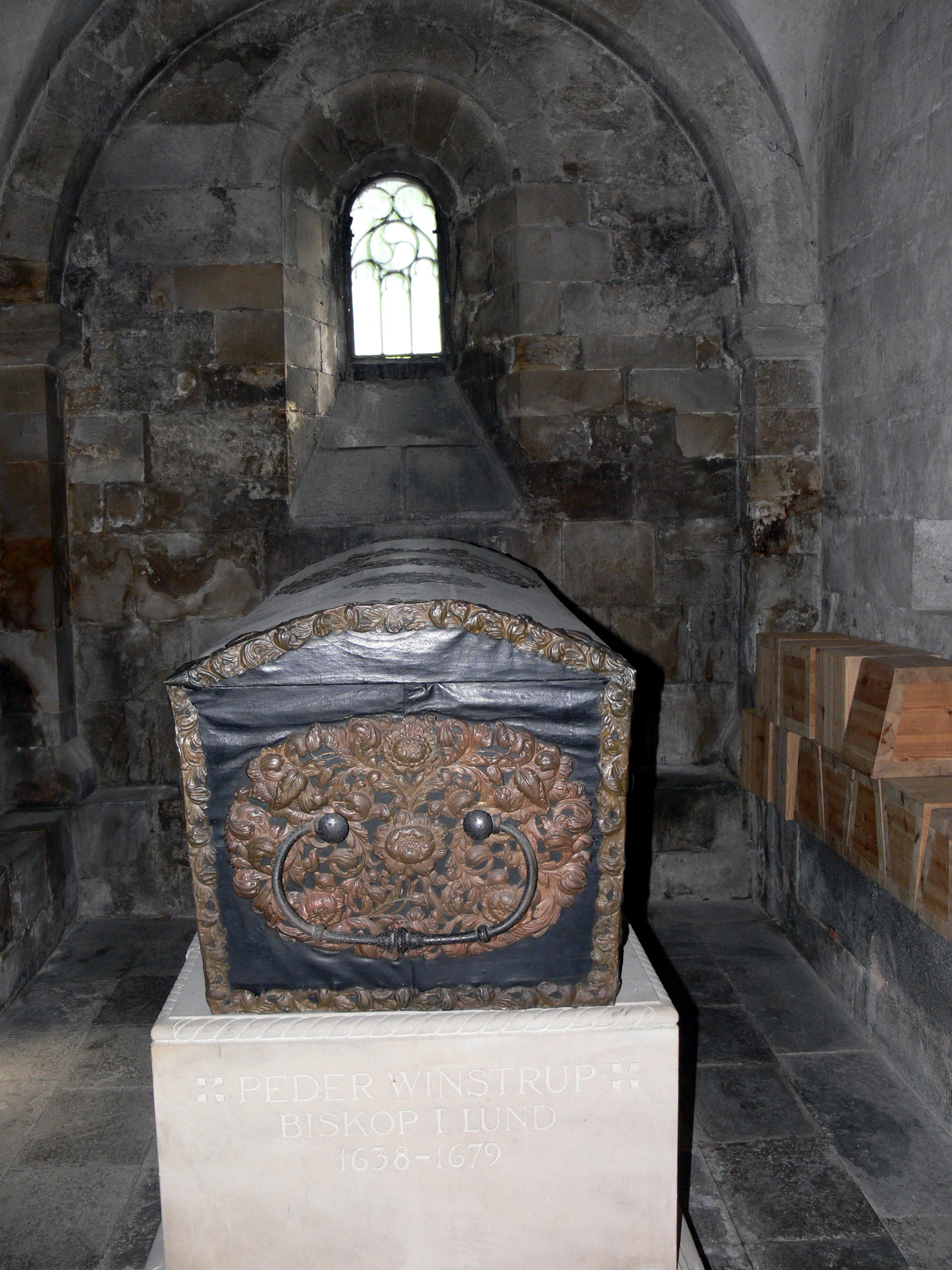
Захоронение в Лундском соборе

Первоначально Педер Педерсен Винструп был похоронен в семейном погребальном клиросе Винструпов в Лундском соборе, где его саркофаг несколько раз перемещался из-за различных реконструкций и преобразований. В 1875 году захоронение помещено в склеп, где находилось до 2014 года — когда естественно мумифицированное тело было вывезено для научных исследований. Оказалось, что органы усопшего были целы, а у его ног лежал пяти-шестимесячный плод. В декабре 2015 года мумию выставили в историческом музее Лундского университета на короткое время, где собралось множество посетителей. 12 декабря того же года он был перезахоронен в соборе и на этот раз — в северной башне.

## ДНК
Генетикам удалось исследовать и расшифровать ДНК Педера Педерсена Винструпа. В 2021 году было установлено, что мертворождённый ребёнок мужского пола, захороненный в той же могиле, был его близкий родственник и, возможно, внук. У Педера Винструпа определили митохондриальную гаплогруппу H3b7, у ребёнка — митохондриальную гаплогруппу U5a1a1; Y-хромосома соответствует гаплогруппе R1b1a1a2a1a2 по номенклатуре Международного сообщества генетической генеалогии (ISOGG) за 2016 год. Согласно номенклатуре PhyloTree Y, взрослая особь была носителем линии R1b-Z274*, в то время как плод — носителем линии R1b-DF17, которая является прямой подлинией R1b-Z274*. Таким образом не могло быть исключено и отцовское родство. Предполагалось, что захороненный отрок является последним представителем мужского рода епископа. Дальнейшие исследования показали, что эмбрион является внуком епископа. У внука (win002) определена Y-хромосомная гаплогруппа R1b-DF17>R1b1a1b1a1a2a1a2~-BY1806, у деда (win001) — Y-хромосомная гаплогруппа R1b-Z209>R1b1a1b1a1a2a1a1a1~-BY54766.

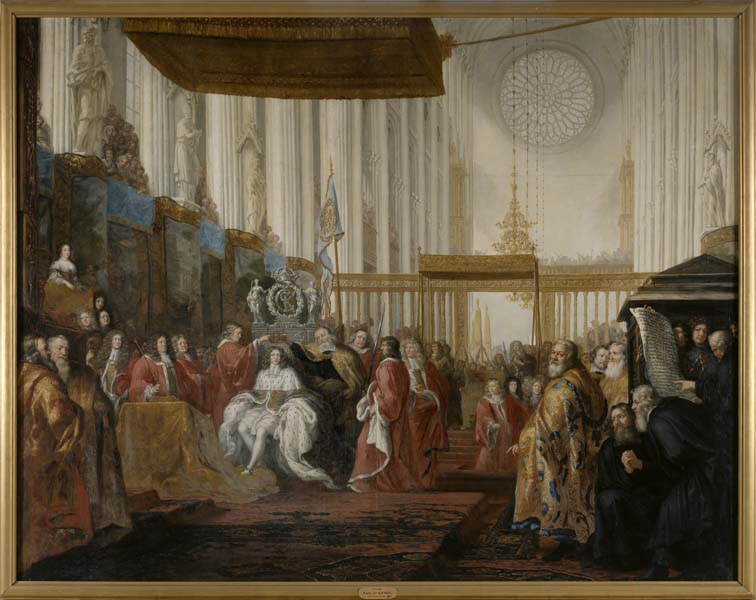
На коронации Карла XI

## Наследие
Сын Педера Винструпа, Педер Педерсен Винструп, потерял наследство в 1680 году в результате процесса возвращения земель шведской короне, ранее переданных во владение шведскому дворянству навязанного королём, и умер в нищете.